# Puig de Massanella
Der Puig de Massanella (kastilisch Pico de Masanella) ist mit 1364,184 Metern Höhe der zweithöchste Berg der spanischen Baleareninsel Mallorca. Er gehört zur Gebirgskette der Serra de Tramuntana und zum Gemeindegebiet von Escorca.
Der Puig de Massanella ist der zweithöchste frei zugängliche Berg Mallorcas, nach dem Penyal des Migdia, einem Nebengipfel des Puig Major mit 1398 m Höhe. Der 1445 m hohe Hauptgipfel des Puig Major selbst ist nicht frei zugänglich, da er in einem militärischen Sperrgebiet liegt.  Der Puig de Massanella ist im Winter gelegentlich eingeschneit.

## Touristische Erschließung
Die Besteigung des Puig de Massanella erfolgt von der Tankstelle am Pass Coll de sa Bataia aus. Für die Bergtour wird seitens des Privateigentümers des Hofes Comafreda eine Durchlassgebühr erhoben, zu dessen Zweck eigens ein Wächter eingestellt ist. Etwa 92 % der Fläche des Tramuntana-Gebirges befinden sich in Privatbesitz.
Im Bereich über 1000 Meter sind beide Gipfelwege schlecht mit Steinmännchen und Farbmarkierungen gekennzeichnet und erfordern daher guten Orientierungssinn sowie bergsteigerische Erfahrung. Bei schlechtem Wetter wird aus diesem Grund und wegen der Absturzgefahr im Bereich des Gipfelplateaus von einer Besteigung abgeraten.
|  |  |  |

### Fernwanderweg GR 221

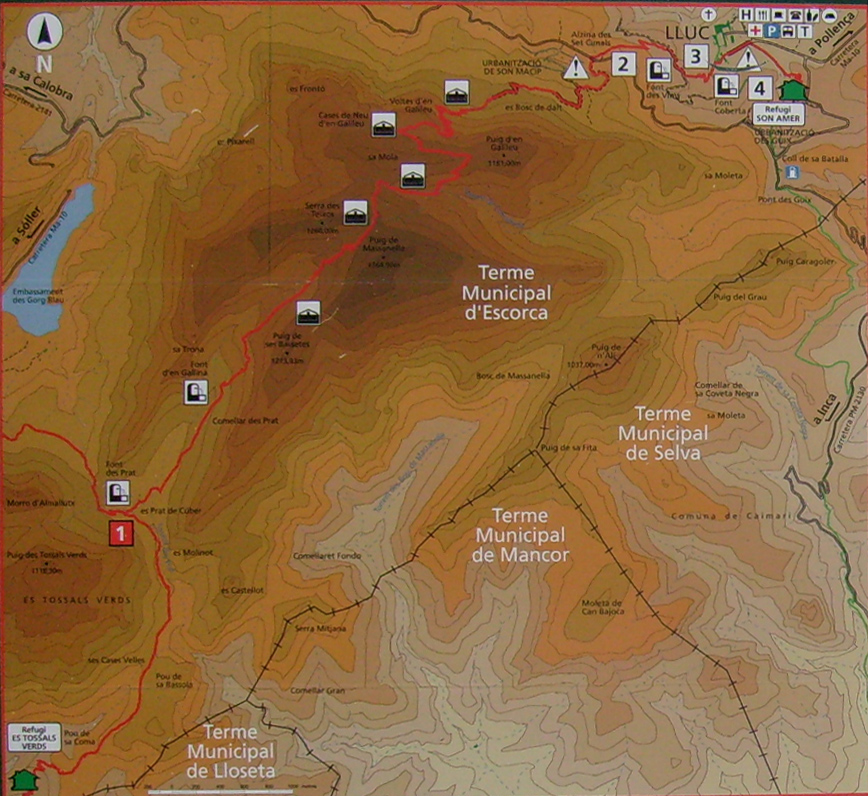
Wegskizze des GR 221

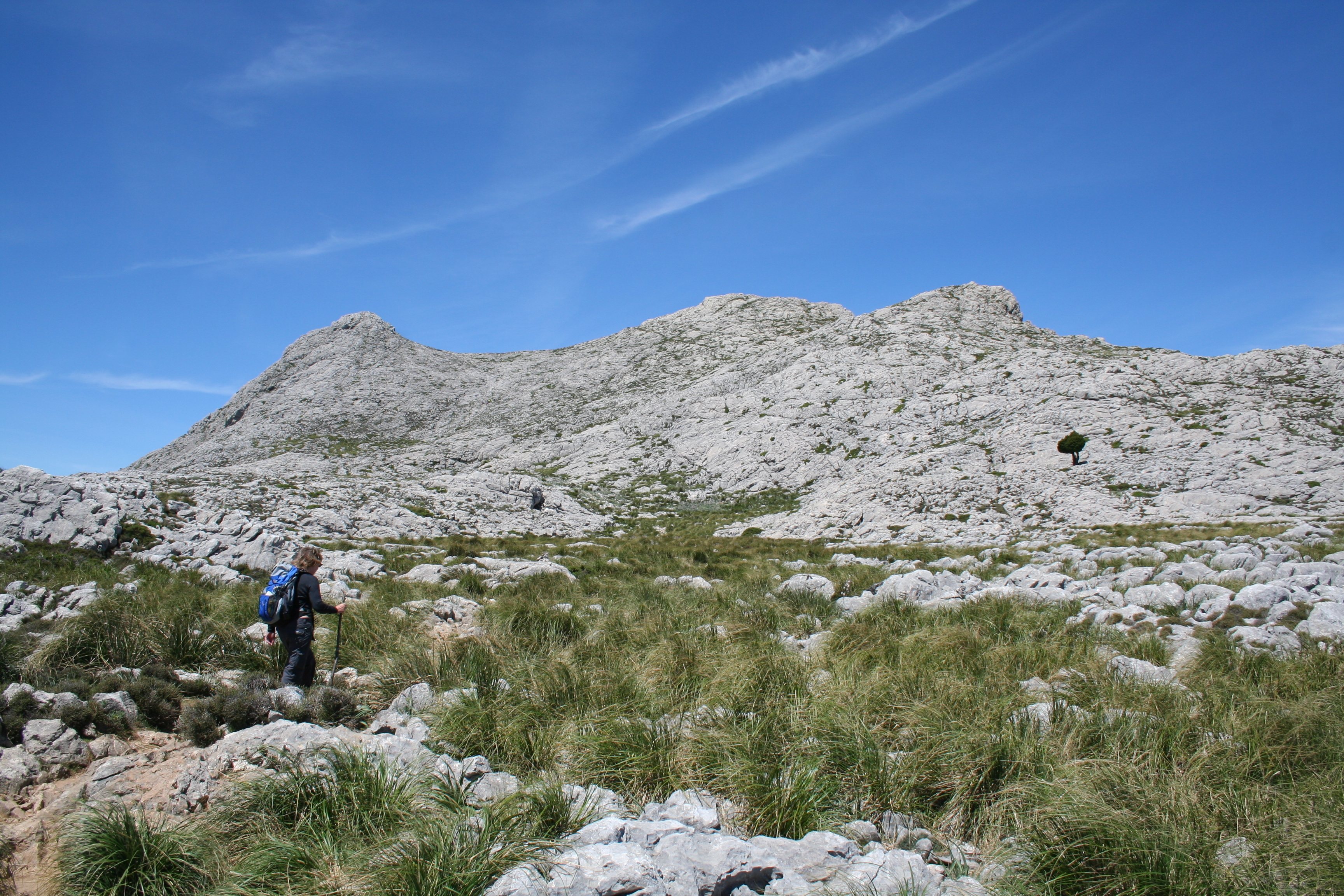
Massanella-Gipfel aus Südosten

Eine Etappe des mallorquinischen Fernwanderwegs GR 221 führt von Tossals Verds nach Son Amer durch das Massanella-Massiv, ohne jedoch den Gipfel zu berühren. Der Weg verläuft von Font des Prat über den Coll des Prat und den Coll de ses Cases de sa Neu (Pass der Schneehäuser), er ist gut gekennzeichnet und ohne Gebühren zugänglich.
Ebenso wie der GR 222 (Ruta d’Artà a Lluc) gilt die Wegstrecke des GR 221 von Sóller bis zum Santuari de Lluc, wegen des Zieles Lluc auch als Pilgerweg.

## Belege
1. ↑  Instituto Geográfico Nacional de España, abgerufen am 16. Juli 2013.
2. ↑  Mallorca – Sierra Tramuntana (trekkingguide.de)
3. ↑  Serra de Tramuntana. Wanderkarte von Editorial Alpina, 2020, ISBN 978-84-8090-810-8.
4. ↑  Rolf Goetz: Mallorca GR 221. Rother Bergverlag, München 2023, ISBN 978-3-7633-4669-1, S. 116